# St. Michael-Sidman (Pennsilvània)
St. Michael-Sidman és una concentració de població designada pel cens dels Estats Units a l'estat de Pennsilvània. Segons el cens del 2000 tenia 973 habitants.

## Demografia
Segons el cens del 2000, St. Michael-Sidman tenia 973 habitants, 396 habitatges, i 277 famílies. La densitat de població era de 185,1 habitants/km².
Dels 396 habitatges en un 26,3% hi vivien nens de menys de 18 anys, en un 56,1% hi vivien parelles casades, en un 11,1% dones solteres, i en un 29,8% no eren unitats familiars. En el 27,8% dels habitatges hi vivien persones soles el 16,9% de les quals corresponia a persones de 65 anys o més que vivien soles. El nombre mitjà de persones vivint en cada habitatge era de 2,4 i el nombre mitjà de persones que vivien en cada família era de 2,91.
Per edats la població es repartia de la següent manera: un 19,8% tenia menys de 18 anys, un 8,2% entre 18 i 24, un 27,3% entre 25 i 44, un 22,7% de 45 a 60 i un 21,9% 65 anys o més.
L'edat mediana era de 42 anys. Per cada 100 dones de 18 o més anys hi havia 86,6 homes.
La renda mediana per habitatge era de 30.673 $ i la renda mediana per família de 33.906 $. Els homes tenien una renda mediana de 30.179 $ mentre que les dones 17.200 $. La renda per capita de la població era de 13.914 $. Entorn del 8,5% de les famílies i el 16,2% de la població estaven per davall del llindar de pobresa.

## Poblacions més properes
El següent diagrama mostra les poblacions més properes.